# 石川県立小松工業高等学校
石川県立小松工業高等学校（いしかわけんりつ こまつこうぎょうこうとうがっこう、英: Ishikawa Prefectural Komatsu Technical High School）は、石川県小松市打越町にある公立の工業高等学校。

## 概要
1939年（昭和14年）、地元の企業小松製作所（コマツ）の寄付により石川県立小松工業学校として開校。この為、小松製作所の創業者竹内明太郎を「学祖」としている。
小松市中心部の小松駅東側の郊外に位置し、水田に囲まれた環境だったが、小松駅東口の整備に続き、郊外型商業施設が周囲に出来るなど都市化が進んでいる。近年、同校の課題研究により、校内の道路舗装、駐輪場の照明取付といった校内修繕を行った。又、2009年（平成21年）には創立70周年記念事業により校門および周辺整備が行われた。

## 設置学科
- 機械システム科
- 電気科
- 建設科
- 材料化学科

## 沿革
- 1939年（昭和14年）4月 - 石川県立小松工業学校（機械科・電気科）を設置し、県立小松中学校を仮校舎として開校。
- 1940年（昭和15年）4月 - 小松市向野地方の2-29に校舎を新築し移転、同時に第二本科機械科新設。
- 1948年（昭和23年）4月 - 学制改革により小松工業学校に小松商業学校を合併し、石川県立小松実業高等学校を設立、紡織科新設。
- 1949年（昭和24年）4月 - 石川県立小松高等学校、小松実業高等学校、小松農業高等学校を合併して総合制石川県立小松高等学校設置。
- 1952年（昭和27年）4月 - 総合制小松高等学校を小松実業高等学校と小松高等学校に再分離。
- 1953年（昭和28年）3月 - 家庭科廃止。
- 1954年（昭和29年）3月 - 農業科廃止。
- 1958年（昭和33年）2月 - 紡織実習室竣工・商業実践室整備。
- 1962年（昭和37年）9月 - 小松市打越町に新校舎起工。
- 1963年（昭和38年）
  - 4月 - 石川県立小松商業高等学校が新設され、商業科募集停止。
  - 6月 - 小松市打越町丙67に新校舎を竣工し移転。
- 1965年（昭和40年）4月 - 商業科廃止により石川県立小松工業高等学校に改称、工業化学科新設。
- 1966年（昭和41年）4月 - 建築科新設。
- 1967年（昭和42年）4月 - 土木科新設。
- 1968年（昭和43年）4月 - 建築・土木科実習棟完成。
- 1973年（昭和48年）
  - 3月 - 機械・紡織科実習棟完成。
  - 4月 - 紡績科を繊維工学科へ学科改編。
- 1974年（昭和49年）10月 - 第2体育館・渡り廊下完成。
- 1975年（昭和50年）3月 - 4階建実習棟の一部完成。
- 1979年（昭和54年）3月 - A棟・C棟防音工事完了、C棟4階建実習棟（工業化学科）完成。
- 1980年（昭和55年）
  - 3月 - D棟4階建第1期工事（機械科・建築科・工業化学科）実習棟完成。
  - 7月 - 同窓会館竣工式。
- 1981年（昭和56年）
  - 3月 - B棟防音・暖房工事完了。
  - 9月 - グラウンド夜間照明装置整備。
- 1982年（昭和57年）3月 - D棟4階建・第2期工事（機械科・電気科・建築科・土木科・工業化学科・繊維工学科）実習棟及び生徒談話室（ラウンジ）完成。
- 1983年（昭和58年）10月 - 自転車置場完成。
- 1984年（昭和59年）1月 - E棟3階建（電気科・土木科・繊維工学科）実習棟完成。
- 1986年（昭和61年）
  - 1月 - D棟4階建・第3期工事（電気科・土木科・繊維工学科）実習棟完成。
  - 2月 - 新実験実習棟落成記念式挙行。
  - 3月 - 情報教育実習室完成。
- 1989年（平成元年）5月 - グラウンド・コート改修完了。
- 1990年（平成2年）
  - 4月 -  機械科を機械システム科に学科改編。
  - 10月 - トレ－ニングセンタ－完成。
- 1991年（平成3年）11月 - 第1体育館改築・記念式典挙行。
- 1994年（平成6年）4月 - 電気科の一部を電子情報科に学科改編し、工業化学科・繊維工学科をマテリアル科に学科改編。
- 1995年（平成7年）3月 - 防音工事（除湿設備）完了。
- 1999年（平成11年）
  - 5月 - 弓道場完成。
  - 10月 - 校内LAN整備。
- 2000年（平成12年）
  - 1月 - B棟大規模改造・耐震補強工事完了。
  - 11月 - A棟耐震補強工事完了。
- 2002年（平成14年）3月 - 実習棟屋根葺き替え工事完了、校内LAN整備工事完了。
- 2003年（平成15年）3月 - プール撤去工事完了、渡り廊下改修工事完了、自転車置場改修工事完了。
- 2004年（平成16年）11月 - 竹内明太郎を共に「学祖」とする高知県の高知県立高知工業高等学校と姉妹校提携。
- 2005年（平成17年）
  - 3月 - 第2体育館床改修工事完了。
  - 10月 - 石川の学校教育振興ビジョン推進事業完了。
- 2008年（平成20年）4月 - 建築科及び土木科募集停止、機械テクニカル科・建築土木科新設。
- 2009年（平成21年）
  - 10月 - 校門新設。
  - 12月 - D棟大規模改造・耐震補強工事完了。
- 2011年（平成23年）3月 - 実習棟大規模改造・耐震補強工事完了。
- 2013年（平成25年）4月 - 機械システム科及び機械テクニカル科募集停止、機械科新設、電子情報科募集停止、建築土木科及びマテリアル科募集停止、建設科・材料化学科新設。
- 2019年（令和元年）10月 - 教室65型モニター整備。
- 2020年（令和2年）4月 - 機械科を機械システム科に学科改編。
- 2024年（令和6年）1月1日 - 令和6年能登半島地震の揺れで、教室棟渡り廊下の天井が崩落する被害を受ける[2]。

## 部活動

### 運動部
- 陸上競技部
- 野球部
- 卓球部
- バスケットボール部
- バレーボール部
- ハンドボール部
- サッカー部
- テニス部
- ソフトテニス部
- バドミントン部
- 柔道部
- 弓道部
- ウエイトリフティング部
- 山岳部
- ボウリング部
- 少林寺拳法部
- 剣道同好会
- スキー同好会

### 文化部
- 美術部
- 放送部
- 吹奏楽部
- 茶道部
- 将棋部
- インターアクト部

### 工業部
- 機械研究部
- 電気情報部
- 建設部
- 材料化学部

### 部活動の実績

#### 野球部
- 1964年 - 夏の甲子園第46回大会初出場
- 2000年 - 夏の甲子園第82回大会に出場（36年ぶり2回目）

#### 陸上部
全国高等学校駅伝競走大会には9回出場（石川県の高校で、尾山台11回・星稜11回に続き3番目の出場回数）。
- 1976年 - 第27回全国高等学校駅伝競走大会初出場。北村信也が第23回元旦競歩、第15回全日本競歩輪島大会、第1回全日本競歩能美大会で優勝（北村信也は上記の大会等この年開催された全国競歩大会の高校部門全て優勝している）。
- 1979年 - 第30回全国高等学校駅伝競走大会に出場（3年ぶり2回目）
- 1980年 - 第31回全国高等学校駅伝競走大会に出場（2年連続3回目）
- 1982年 - 第33回全国高等学校駅伝競走大会に出場（2年ぶり4回目）
- 1984年 - 第35回全国高等学校駅伝競走大会に出場（2年ぶり5回目）
- 1985年 - 第36回全国高等学校駅伝競走大会に出場（2年連続6回目）
- 1987年 - 浜出都好が5000メートル競歩で20分01秒5の日本高校記録を樹立
- 1988年 - 第39回全国高等学校駅伝競走大会に出場（3年ぶり7回目）
- 1989年 - 第40回全国高等学校駅伝競走大会に出場（2年連続8回目）
- 1991年 - 第42回全国高等学校駅伝競走大会に出場（2年ぶり9回目）

#### バレー部
インターハイ
- 1991年 - 平成3年度全国高等学校総合体育大会バレーボール競技大会 兼 第44回全国高等学校バレーボール選手権大会に出場
- 1993年 - 平成5年度全国高等学校総合体育大会バレーボール競技大会 兼 第46回全国高等学校バレーボール選手権大会に出場

春の高校バレー
- 1989年 - 第20回全国高等学校バレーボール選抜優勝大会初出場
- 1993年 - 第24回全国高等学校バレーボール選抜優勝大会に出場（4年ぶり2回目）
- 1994年 - 第25回全国高等学校バレーボール選抜優勝大会に出場（2年連続3回目）

#### ハンドボール部
インターハイ
- 1953年 - 第4回全国高等学校総合体育大会ハンドボール競技大会初出場
- 1956年 - 第7回全国高等学校総合体育大会ハンドボール競技大会に出場（3年ぶり2回目）
- 1959年 - 第10回全国高等学校総合体育大会ハンドボール競技大会に出場（3年ぶり3回目）
- 1960年 - 第11回全国高等学校総合体育大会ハンドボール競技大会に出場（2年連続4回目）
- 1972年 - 第23回全国高等学校総合体育大会ハンドボール競技大会に出場（12年ぶり5回目）
- 1974年 - 第25回全国高等学校総合体育大会ハンドボール競技大会に出場（2年ぶり6回目）
- 1975年 - 第26回全国高等学校総合体育大会ハンドボール競技大会に出場（2年連続7回目）
- 1977年 - 第28回全国高等学校総合体育大会ハンドボール競技大会に出場（2年ぶり8回目）
- 1978年 - 第29回全国高等学校総合体育大会ハンドボール競技大会に出場（2年連続9回目）
- 1979年 - 第30回全国高等学校総合体育大会ハンドボール競技大会に出場（3年連続10回目）
- 1980年 - 第31回全国高等学校総合体育大会ハンドボール競技大会に出場（4年連続11回目）
- 1981年 - 第32回全国高等学校総合体育大会ハンドボール競技大会に出場（5年連続12回目）
- 1982年 - 第33回全国高等学校総合体育大会ハンドボール競技大会に出場（6年連続13回目）
- 1983年 - 第34回全国高等学校総合体育大会ハンドボール競技大会に出場（7年連続14回目）
- 1984年 - 第35回全国高等学校総合体育大会ハンドボール競技大会に出場（8年連続15回目）
- 1985年 - 第36回全国高等学校総合体育大会ハンドボール競技大会に出場（9年連続16回目）
- 1987年 - 第38回全国高等学校総合体育大会ハンドボール競技大会に出場（2年ぶり17回目）
- 1994年 - 第45回全国高等学校総合体育大会ハンドボール競技大会に出場（7年ぶり18回目）
- 2000年 - 第51回全国高等学校総合体育大会ハンドボール競技大会に出場（6年ぶり19回目）
- 2002年 - 第53回全国高等学校総合体育大会ハンドボール競技大会に出場（2年ぶり20回目）
- 2005年 - 第56回全国高等学校総合体育大会ハンドボール競技大会に出場（3年ぶり21回目）
- 2011年 - 第62回全国高等学校総合体育大会ハンドボール競技大会に出場（6年ぶり22回目）
- 2013年 - 第64回全国高等学校総合体育大会ハンドボール競技大会に出場（2年ぶり23回目）
- 2014年 - 第65回全国高等学校総合体育大会ハンドボール競技大会に出場（2年連続24回目）
- 2015年 - 第66回全国高等学校総合体育大会ハンドボール競技大会に出場（3年連続25回目）

選抜
- 1982年 - 第5回全国高等学校ハンドボール選抜大会初出場
- 1985年 - 第8回全国高等学校ハンドボール選抜大会に出場（3年ぶり2回目）
- 1986年 - 第9回全国高等学校ハンドボール選抜大会に出場（2年連続3回目）
- 1987年 - 第10回全国高等学校ハンドボール選抜大会に出場（3年連続4回目）
- 1993年 - 第16回全国高等学校ハンドボール選抜大会に出場（6年ぶり5回目）
- 1994年 - 第17回全国高等学校ハンドボール選抜大会で準優勝（2年連続6回目の出場）
- 1997年 - 第20回全国高等学校ハンドボール選抜大会に出場（3年ぶり7回目）
- 2006年 - 第29回全国高等学校ハンドボール選抜大会に出場（9年ぶり8回目）
- 2008年 - 第31回全国高等学校ハンドボール選抜大会に出場（2年ぶり9回目）
- 2010年 - 第33回全国高等学校ハンドボール選抜大会に出場（2年ぶり10回目）
- 2015年 - 第38回全国高等学校ハンドボール選抜大会に出場（5年ぶり11回目）
- 2016年 - 第39回全国高等学校ハンドボール選抜大会に出場（2年連続12回目）
- 2017年 - 第40回全国高等学校ハンドボール選抜大会に出場（3年連続13回目）

#### 山岳部
インターハイ
- 1995年 - 第39回全国高等学校登山大会・鳥取県大山山系（男子縦走（C隊））第3位
- 2005年 - 第49回全国高等学校登山大会・千葉県高宕山元清澄山山系（男子縦走（C隊））出場
- 2006年 - 第50回全国高等学校登山大会・奈良県大峰大台山系（団体男子（A隊））出場
- 2007年 - 第51回全国高等学校登山大会・佐賀県背振山系（団体男子（A隊））出場
- 2008年 - 第52回全国高等学校登山大会・埼玉県白泰山白岩山両神山（団体男子（A隊））出場
- 2009年 - 第53回全国高等学校登山大会・兵庫県氷ノ山鉢伏山蘇部岳（団体男子（A隊））出場
- 2011年 - 第55回全国高等学校登山大会・岩木山・八甲田山
- 2014年 - 第58回全国高等学校登山大会・箱根山塊（駒ヶ岳・神山・三国山・明神岳）
- 2015年 - 第59回全国高等学校登山大会・高島トレイル・比良山系（大谷山・乗鞍岳・蛇谷ヶ峰）第13位

## 校歌
作詞・作曲：北村亝

## 所在地
〒923-8567 石川県小松市打越町丙67

## 著名な出身者
- 中祥人 - 漫画家
- 北篤 - 元プロ野球選手（元読売ジャイアンツ外野手）
- 日向栄次 - 陸上競技選手